# Interstate 77
Interstate 77 (I-77) é uma rodovia interestadual norte-sul no leste dos Estados Unidos, que passa por Carolina do Sul, Carolina do Norte, Virgínia, Virgínia Ocidental e Ohio. Ela atravessa terrenos diversos, desde o estado montanhoso da Virgínia Ocidental até as terras agrícolas onduladas da Carolina do Norte e de Ohio. Ela substitui em grande parte a antiga U.S. Route 21 (US 21) entre Cleveland, Ohio, e Columbia, Carolina do Sul, como um importante corredor norte-sul através do meio das Montanhas Apalaches. O terminal sul da I-77 fica em Cayce, Carolina do Sul, no condado de Lexington, no cruzamento com a I-26. O terminal norte fica em Cleveland, no cruzamento com a I-90. Outras grandes cidades com as quais a I-77 se conecta incluem Columbia, Carolina do Sul; Charlotte, Carolina do Norte; Charleston, Virgínia Ocidental; e Akron, Ohio. O East River Mountain Tunnel, que liga a Virgínia e a Virgínia Ocidental, é um dos dois únicos casos nos Estados Unidos em que um túnel rodoviário de montanha cruza uma divisa de estado. O outro é o Cumberland Gap Tunnel, que liga o Tennessee ao Kentucky. A I-77 é uma rota para os snowbird que viajam da região dos Grandes Lagos para o sul dos Estados Unidos.